# Fours, Nièvre
Fours là một xã của tỉnh Nièvre, thuộc vùng Bourgogne-Franche-Comté, miền trung nước Pháp.

## Dân số
Theo điều tra dân số 1999 có dân số là 780. Vào ngày 1 tháng 1 năm 2007, dân số ước tính là 758 người.